# Europamästerskapet i volleyboll för damer 1995
Europamästerskapet 1995 i volleyboll för damer hölls 23 september till 1 oktober 1995 i Arnhem och Groningen, Nederländerna. Det var den 19:e upplagan av turneringen och tolv landslag från CEV:s medlemsförbund deltog. Nederländerna blev europamästare för första gången genom att besegra Kroatien i finalen. Elles Leferink utsågs till mest värdefulla spelare.

## Kvalificering
I turneringen deltog: arrangörslandets landslag, de sju främsta landslagen från EM 1993 (utöver arrangörslandslaget, som kom sjua i det mästerskapet) samt fyra landslag som kvalificerade sig via kvalturneringen.

## Regelverk

### Format
Turneringen genomfördes i två steg. I det första steget deltog tolv lag fördelade på två grupper om sex lag i varje. I grupperna mötte alla lag alla. Det andra steget bestod av finalspel bestående av semifinaler och finaler för att bestämma plats 1-4 (bland de två bäst placerade lagen i varje grupp) och plats 5-8 (bland lagen på plats 3 och 4 i grupperna). Lagen på plats 5 och 6 i grupperna delade på niondeplats. I finalspelet mötte laget det lag i den andra gruppen som hamnat på en annan position (d.v.s. ettorna mötte tvåorna och treorna mötte fyrorna).

### Metod för att bestämma tabellplacering
Det finnande laget fick två poäng och det förlorande laget en poäng.
Rankningsordningen i serien definierades utifrån:
- Poäng
- Kvot vunna / förlorade set
- Kvot vunna / förlorade poäng.
- Inbördes möte(n)

## Deltagande lag
| Lag           | Turnering          | Deltog senast     |
| ------------- | ------------------ | ----------------- |
| Belarus       | 8:a EM 1993        | Tjeckien 1993     |
| Bulgarien     | 1:a kval (grupp A) | Tjeckien 1993     |
| Kroatien      | 6:a EM 1993        | Tjeckien 1993     |
| Tyskland      | 5:a EM 1993        | Tjeckien 1993     |
| Italien       | 4:a EM 1993        | Tjeckien 1993     |
| Lettland      | 1:a kval (grupp B) | Tjeckien 1993     |
| Nederländerna | Värdland           | Tjeckien 1993     |
| Polen         | 1:a kval (grupp D) | Italia 1991       |
| Tjeckien      | 2:a EM 1993        | Debut             |
| Ryssland      | 1:a EM 1993        | Tjeckien 1993     |
| Turkiet       | 1:a kval (grupp C) | Västtyskland 1989 |
| Ukraina       | 3:a EM 1993        | Tjeckien 1993     |

## Turneringen

### Gruppspel
| Grupp A  | Grupp B       |
| -------- | ------------- |
| Belarus  | Bulgarien     |
| Tyskland | Kroatien      |
| Lettland | Italien       |
| Polen    | Nederländerna |
| Ryssland | Tjeckien      |
| Ukraina  | Turkiet       |

#### Grupp A

##### Resultat
| 23 september 1995 ?, Groningen Speltid: ? - Åskådare: ? | Tyskland | 3 - 1 | Ukraina  | 15-6, 14-16, 15-8, 15-10         |
| 23 september 1995 ?, Groningen Speltid: ? - Åskådare: ? | Belarus  | 3 - 1 | Polen    | 15-6, 15-8, 12-15, 15-12         |
| 23 september 1995 ?, Groningen Speltid: ? - Åskådare: ? | Ryssland | 3 - 0 | Lettland | 15-5, 15-4, 15-1                 |
| 24 september 1995 ?, Groningen Speltid: ? - Åskådare: ? | Tyskland | 3 - 1 | Belgien  | 12-15, 15-11, 15-6, 15-4         |
| 24 september 1995 ?, Groningen Speltid: ? - Åskådare: ? | Ukraina  | 3 - 1 | Lettland | 15-9, 15-3, 14-16, 15-5          |
| 24 september 1995 ?, Groningen Speltid: ? - Åskådare: ? | Polen    | 0 - 3 | Ryssland | 12-15, 7-15, 10-15               |
| 25 september 1995 ?, Groningen Speltid: ? - Åskådare: ? | Belarus  | 1 - 3 | Ukraina  | 8-15, 15-6, 9-15, 6-15           |
| 25 september 1995 ?, Groningen Speltid: ? - Åskådare: ? | Ryssland | 3 - 0 | Tyskland | 15-5, 15-4, 15-5                 |
| 25 september 1995 ?, Groningen Speltid: ? - Åskådare: ? | Lettland | 1 - 3 | Polen    | 8-15, 9-15, 15-4, 14-16          |
| 27 september 1995 ?, Groningen Speltid: ? - Åskådare: ? | Belarus  | 0 - 3 | Ryssland | 12-15, 7-15, 12-15               |
| 27 september 1995 ?, Groningen Speltid: ? - Åskådare: ? | Tyskland | 3 - 0 | Lettland | 15-9, 15-1, 15-2                 |
| 27 september 1995 ?, Groningen Speltid: ? - Åskådare: ? | Ukraina  | 3 - 2 | Polen    | 15-10, 11-15, 12-15, 15-12, 15-8 |
| 28 september 1995 ?, Groningen Speltid: ? - Åskådare: ? | Lettland | 0 - 3 | Belarus  | 5-15, 13-15, 6-15                |
| 28 september 1995 ?, Groningen Speltid: ? - Åskådare: ? | Polen    | 1 - 3 | Tyskland | 13-15, 7-15, 15-8, 12-15         |
| 28 september 1995 ?, Groningen Speltid: ? - Åskådare: ? | Ryssland | 3 - 0 | Ukraina  | 17-15, 15-12, 15-10              |

##### Sluttabell
| Pos. | Lag      | Pt | G | V | P | VS | FS | Kvot  | VP  | FP  | Kvot  |
| ---- | -------- | -- | - | - | - | -- | -- | ----- | --- | --- | ----- |
| 1.   | Ryssland | 10 | 5 | 5 | 0 | 15 | 0  | MAX   | 227 | 121 | 1,876 |
| 2.   | Tyskland | 9  | 5 | 4 | 1 | 12 | 6  | 2,000 | 228 | 180 | 1,266 |
| 3.   | Ukraina  | 8  | 5 | 3 | 2 | 10 | 10 | 1,000 | 255 | 237 | 1,075 |
| 4.   | Belarus  | 7  | 5 | 2 | 3 | 8  | 10 | 0,800 | 207 | 218 | 0,949 |
| 5.   | Polen    | 6  | 5 | 1 | 4 | 7  | 13 | 0,538 | 227 | 263 | 0,863 |
| 6.   | Lettland | 5  | 5 | 0 | 5 | 2  | 15 | 0,133 | 119 | 244 | 0,487 |

      Kvalificerade för spel om plats 1-4.
      Kvalificerade för spel om plats 5-8.

#### Grupp B

##### Resultat
| 23 september 1995 ?, Arnhem Speltid: ? - Åskådare: ? | Nederländerna | 3 - 1 | Bulgarien     | 15-9, 15-9, 8-15, 15-10           |
| 23 september 1995 ?, Arnhem Speltid: ? - Åskådare: ? | Italien       | 3 - 1 | Tjeckien      | 9-15, 15-8, 17-15, 15-6           |
| 23 september 1995 ?, Arnhem Speltid: ? - Åskådare: ? | Turkiet       | 0 - 3 | Kroatien      | 10-15, 6-15, 10-15                |
| 24 september 1995 ?, Arnhem Speltid: ? - Åskådare: ? | Nederländerna | 3 - 0 | Italien       | 15-10, 15-3, 15-5                 |
| 24 september 1995 ?, Arnhem Speltid: ? - Åskådare: ? | Bulgarien     | 1 - 3 | Kroatien      | 9-15, 8-15, 15-12, 11-15          |
| 24 september 1995 ?, Arnhem Speltid: ? - Åskådare: ? | Tjeckien      | 3 - 2 | Turkiet       | 15-7, 9-15, 11-15, 15-2, 21-19    |
| 25 september 1995 ?, Arnhem Speltid: ? - Åskådare: ? | Italien       | 1 - 3 | Bulgarien     | 6-15, 4-15, 15-15, 12-15          |
| 25 september 1995 ?, Arnhem Speltid: ? - Åskådare: ? | Kroatien      | 3 - 0 | Tjeckien      | 15-11, 15-5, 15-10                |
| 25 september 1995 ?, Arnhem Speltid: ? - Åskådare: ? | Turkiet       | 0 - 3 | Nederländerna | 11-15, 7-15, 12-15                |
| 27 september 1995 ?, Arnhem Speltid: ? - Åskådare: ? | Bulgarien     | 3 - 0 | Tjeckien      | 15-13, 15-3, 15-4                 |
| 27 september 1995 ?, Arnhem Speltid: ? - Åskådare: ? | Italien       | 3 - 0 | Turkiet       | 15-10, 15-12, 15-7                |
| 27 september 1995 ?, Arnhem Speltid: ? - Åskådare: ? | Nederländerna | 2 - 3 | Kroatien      | 15-12, 11-15, 11-15, 15-12, 11-15 |
| 28 september 1995 ?, Arnhem Speltid: ? - Åskådare: ? | Turkiet       | 0 - 3 | Bulgarien     | 13-15, 10-15, 3-15                |
| 28 september 1995 ?, Arnhem Speltid: ? - Åskådare: ? | Kroatien      | 3 - 1 | Italien       | 15-6, 12-15, 15-8, 15-7           |
| 28 september 1995 ?, Arnhem Speltid: ? - Åskådare: ? | Tjeckien      | 0 - 3 | Nederländerna | 7-15, 4-15, 13-15                 |

##### Sluttabell
| Pos. | Lag           | Pt | G | V | P | VS | FS | Kvot  | VP  | FP  | Kvot  |
| ---- | ------------- | -- | - | - | - | -- | -- | ----- | --- | --- | ----- |
| 1.   | Kroatien      | 10 | 5 | 5 | 0 | 15 | 4  | 3,750 | 273 | 194 | 1,407 |
| 2.   | Nederländerna | 9  | 5 | 4 | 1 | 14 | 4  | 3,500 | 251 | 194 | 1,293 |
| 3.   | Bulgarien     | 8  | 5 | 3 | 2 | 11 | 7  | 1,571 | 232 | 183 | 1,267 |
| 4.   | Italien       | 7  | 5 | 2 | 3 | 8  | 10 | 0,800 | 192 | 231 | 0,831 |
| 5.   | Tjeckien      | 6  | 5 | 1 | 4 | 4  | 14 | 0,285 | 185 | 249 | 0,743 |
| 6.   | Turkiet       | 5  | 5 | 0 | 5 | 2  | 15 | 0,133 | 169 | 251 | 0,673 |

      Kvalificerade för spel om plats 1-4.
      Kvalificerade för spel om plats 5-8.

### Slutspelsfasen

#### Spel om plats 1-4
|  | Semifinaler | Semifinaler   | Semifinaler |          |    | Final               | Final               | Final               |  |
|  |             |               |             |          |    |                     |                     |                     |  |
|  | 1A          | Ryssland      | 1           |          |    |                     |                     |                     |  |
|  | 1A          | Ryssland      | 1           |          |    |                     |                     |                     |  |
|  | 2B          | Nederländerna | 3           |          |    |                     |                     |                     |  |
|  | 2B          | Nederländerna | 3           |          | 2B | Nederländerna       | 3                   |                     |  |
|  |             |               |             |          | 2B | Nederländerna       | 3                   |                     |  |
|  |             |               | 1B          | Kroatien | 0  |                     |                     |                     |  |
|  | 2A          | Tyskland      | 1B          | Kroatien | 0  | 0                   |                     |                     |  |
|  | 2A          | Tyskland      |             |          |    | 0                   |                     |                     |  |
|  | 1B          | Kroatien      | 3           |          |    | Match om tredjepris | Match om tredjepris | Match om tredjepris |  |
|  | 1B          | Kroatien      | 3           |          |    |                     |                     |                     |  |
|  |             |               |             |          |    |                     |                     |                     |  |
|  |             |               |             |          |    | 1A                  | Ryssland            | 3                   |  |
|  |             |               |             |          |    | 1A                  | Ryssland            | 3                   |  |
|  |             |               |             |          |    | 2A                  | Tyskland            | 0                   |  |

##### Semifinaler
| 30 september 1995 ?, Arnhem Speltid: ? - Åskådare: ? | Ryssland | 1 - 3 | Nederländerna | 7-15, 7-15, 15-12, 7-15 |
| 30 september 1995 ?, Arnhem Speltid: ? - Åskådare: ? | Tyskland | 0 - 3 | Kroatien      | 7-15, 3-15, 2-15        |

##### Match om tredjepris
| 1 oktober 1995 ?, Arnhem Speltid: ? - Åskådare: ? | Ryssland | 3 - 0 | Tyskland | 15-6, 15-2, 15-10 |

##### Final
| 1 oktober 1995 ?, Arnhem Speltid: ? - Åskådare: ? | Nederländerna | 3 - 0 | Kroatien | 15-7, 15-13, 15-2 |

#### Spel om plats 5-8
|  | Matcher om plats 5-8 | Matcher om plats 5-8 | Matcher om plats 5-8 |         |    | Match om femteplats  | Match om femteplats  | Match om femteplats  |  |
|  |                      |                      |                      |         |    |                      |                      |                      |  |
|  | 4A                   | Belarus              | 1                    |         |    |                      |                      |                      |  |
|  | 4A                   | Belarus              | 1                    |         |    |                      |                      |                      |  |
|  | 3B                   | Bulgarien            | 3                    |         |    |                      |                      |                      |  |
|  | 3B                   | Bulgarien            | 3                    |         | 3B | Bulgarien            | 3                    |                      |  |
|  |                      |                      |                      |         | 3B | Bulgarien            | 3                    |                      |  |
|  |                      |                      | 4B                   | Italien | 2  |                      |                      |                      |  |
|  | 3A                   | Ukraina              | 4B                   | Italien | 2  | 0                    |                      |                      |  |
|  | 3A                   | Ukraina              |                      |         |    | 0                    |                      |                      |  |
|  | 4B                   | Italien              | 3                    |         |    | Match om sjundeplats | Match om sjundeplats | Match om sjundeplats |  |
|  | 4B                   | Italien              | 3                    |         |    |                      |                      |                      |  |
|  |                      |                      |                      |         |    |                      |                      |                      |  |
|  |                      |                      |                      |         |    | 3A                   | Ukraina              | 3                    |  |
|  |                      |                      |                      |         |    | 3A                   | Ukraina              | 3                    |  |
|  |                      |                      |                      |         |    | 4A                   | Belarus              | 0                    |  |

##### Semifinaler
| 30 september 1995 ?, Arnhem Speltid: ? - Åskådare: ? | Ukraina | 1 - 3 | Italien   | 9-15, 15-8, 8-15, 13-15 |
| 30 september 1995 ?, Arnhem Speltid: ? - Åskådare: ? | Belarus | 0 - 3 | Bulgarien | 11-15, 7-15, 13-15      |

##### Match om sjundeplats
| 1 oktober 1995 ?, Arnhem Speltid: ? - Åskådare: ? | Ukraina | 3 - 0 | Belarus | 16-14, 15-10, 15-8 |

##### Match om femteplats
| 1 oktober 1995 ?, Arnhem Speltid: ? - Åskådare: ? | Bulgarien | 3 - 2 | Italien | 10-15, 15-9, 15-5, 4-15, 15-8 |

## Slutplaceringar
| Pos | Lag           | Turnering                   |
| --- | ------------- | --------------------------- |
|     | Nederländerna | FIVB World Cup 1995 EM 1997 |
|     | Kroatien      | FIVB World Cup 1995 EM 1997 |
|     | Ryssland      | EM 1997                     |
| 4   | Tyskland      | EM 1997                     |
| 5   | Bulgarien     |                             |
| 6   | Italien       |                             |
| 7   | Ukraina       |                             |
| 8   | Belarus       |                             |
| 9   | Polen         |                             |
| 10  | Tjeckien      |                             |
| 11  | Lettland      |                             |
| 12  | Turkiet       |                             |